# Helme (Estonie)
Pour les articles homonymes, voir Helme. Pour les articles intitulés « Helmet », voir Helmet.

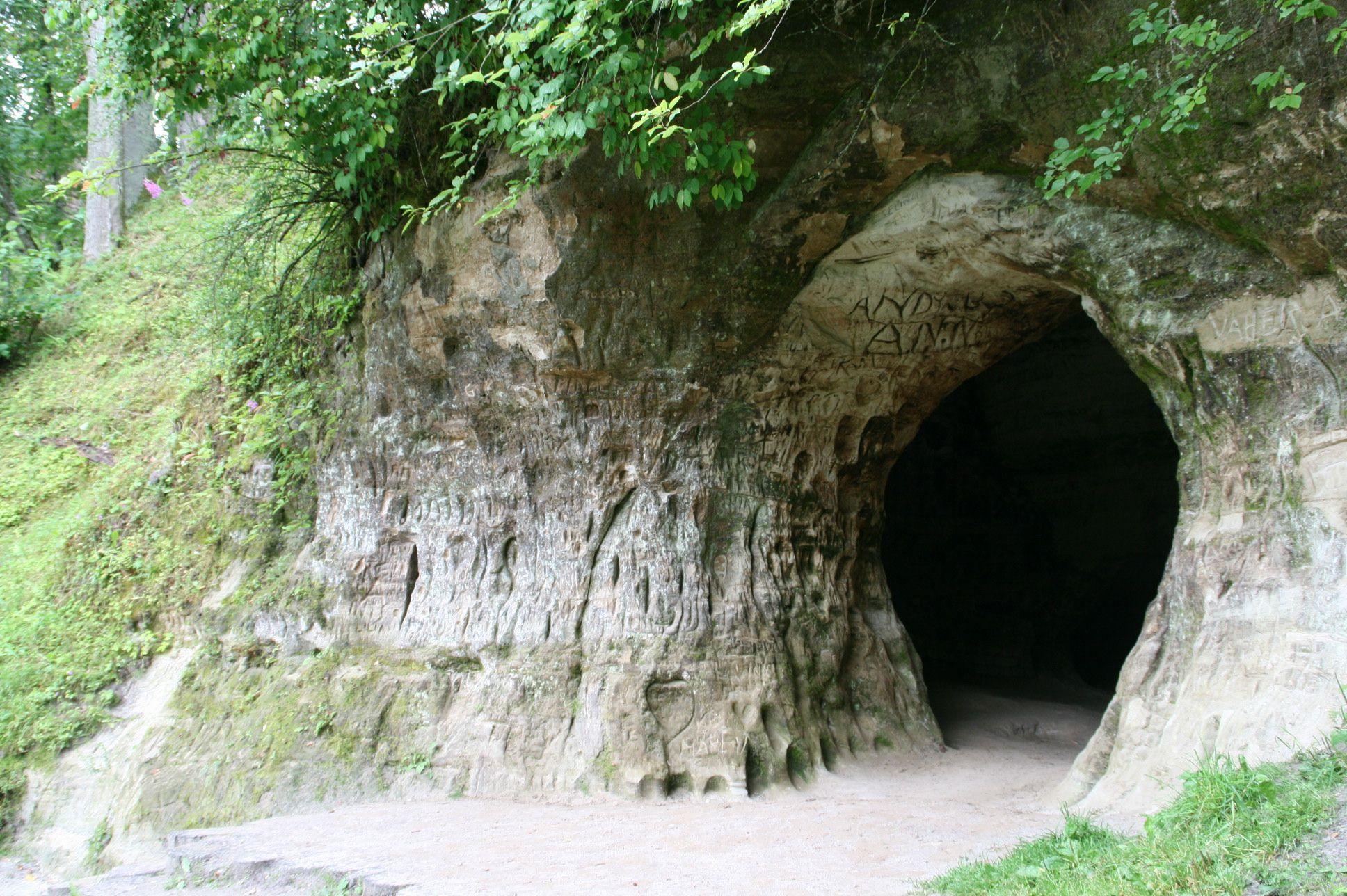
Entrée des grottes de Helme

Helme est un petit bourg de la commune de Tõrva, situé dans le comté de Valga en Estonie. Avant la réorganisation administrative d'octobre 2017, il faisait partie de la commune de Helme.
En 2019, la population s'élevait à 148 habitants.

## Géographie
Le village est situé dans le sud du pays, légèrement au nord-ouest de la ville de Tõrva. 

## Histoire
L’endroit a été mentionné en 1329 à l’époque de la guerre contre les Lettons. Son nom provient du château de l’ordre de Livonie construit en 1261, et aujourd’hui en ruines, qui défendait les environs, du nom de Helm (ce qui signifie casque en allemand). Il existe aussi un manoir baroque à Helme, l’ancien Gutshaus Helmet, qui fut construit dans les années 1770 et qui était la demeure seigneuriale du domaine du même nom, appartenant à la famille von Rennenkampff. C’est aujourd’hui une école agricole.
Le village appartient à la commune de Helme jusqu'à la réorganisation administrative d'octobre 2017 où celle-ci est supprimée et réunie à la nouvelle commune de Tõrva.